# Teologie
Teologia (neogreacă θεολογία theología,  din elină θεός theós „zeu”, „Dumnezeu” și λόγος lógos, „cuvânt”, „știință”) înseamnă „învățătura lui Dumnezeu” sau a zeilor în general. În sens literal, termenul înseamnă știința sau cuvântul despre Dumnezeu.
Un teolog este o persoană care studiază sau a studiat teologia.

## Teologia creștină
Față de științele comune, teologia se deosebește întrucât include în cercetarea sa, pe lângă realitatea imediată - numită și imanentă - ce se poate observa prin simțuri, și realitatea transcendentă (dacă pornim de la premiza că ar exista așa ceva).
După cum spune și numele ei, teologia se vrea a fi știință, fără a îndeplini însă criteriile aferente. Criterii științifice care nu sunt îndeplinite de teologie:
- Rezultatul deschis al cunoașterii (întrucât de cercetare nu prea poate fi aici vorba), teologia bazându-se pe o dogmă, cu pretenție de adevăr absolut:
- Falsificabilitatea ipotezelor.

De obicei, Biserica creștină împarte teologia în patru domenii:
- exegeza (studiul textelor biblice)
- istoria Bisericii
- dogmatica (cristologie, soteriologie etc)
- morala.

## Teologia în alte religii
Prin extensie, se referă și la studiul altor subiecte religioase. Din acest punct de vedere este interesant faptul că în teologie sunt cuprinse și religii care, de fapt, nu vorbesc despre Dumnezeu (e.g. budism).